# De Puebla
De Puebla es una  variedad cultivar de manzano (Malus domestica). Esta manzana es originaria de Galicia, está cultivada en la colección de árboles frutales y banco de germoplasma de Mabegondo con el N.º 408.

## Sinónimos
- "Manzana De Puebla",[4][5]
- "Maceira De Puebla".

## Características
El manzano de la variedad 'De Puebla' tiene un vigor elevado. Tamaño grande y porte erguido.
Época de inicio de brotación a partir del 2 de abril y de floración a partir de 23 abril.
Las hojas tienen una longitud del limbo de tamaño medio, con la máxima anchura del limbo media. Longitud de las estípulas media y la máxima anchura de las estípulas es media. Denticulación del borde del limbo es serrado, con la forma del ápice del limbo acuminado y la forma de la base del limbo es redondeado. Con subestípulas ausentes.
Sus flores tienen una longitud de los pétalos media, anchura de los pétalos es media, disposición de los pétalos superpuestos entre sí, con una longitud del pedúnculo media.
La variedad de manzana 'De Puebla' tiene un fruto de tamaño grande, de forma globosa, de color amarillo, con chapa lavada, e intensidad pálida. Epidermis de textura desigual sin pruina en su superficie, y con presencia de cera nula. Sensibilidad al "russeting" (pardeamiento áspero superficial que presentan algunas variedades)  medianamente sensible. Con lenticelas de tamaño grande.
Los sépalos están dispuestos completamente replegados, libres en su base; fosa calicina profunda de una anchura media. Pedúnculo de grosor estrecho y de longitud medio, siendo la cavidad peduncular de profundidad media y de anchura media. Con pulpa de color amarilla-crema, de firmeza es firme y textura crocante; su jugosidad es intermedia con sabor de acidez baja, y aromática.
Época de maduración y recolección a partir del 24 de septiembre. 'De Puebla' es una manzana dedicada a la producción de sidra, y se utiliza también como fruta de mesa.

## Susceptibilidades
- Oidio: ataque débil
- Moteado: no presenta
- Raíces aéreas: no presenta
- Momificado: no presenta
- Pulgón lanígero: no presenta
- Pulgón verde: ataque débil
- Araña roja: no presenta
- Chancro: no presenta[3]